# Eleocharis parodii
Eleocharis parodii är en halvgräsart som beskrevs av Manuel Barros. Eleocharis parodii ingår i släktet småsäv, och familjen halvgräs. Inga underarter finns listade i Catalogue of Life.